# 358-я стрелковая дивизия
358-я стрелковая дивизия — воинское соединение Вооружённых Сил СССР в Великой Отечественной войне.

## История
Дивизия сформирована в августе 1941 года в Бугуруслане из призывников Оренбургской, Саратовской, Ульяновской областей, Татарстана.
На фронт направлена 07.11.1941 года, однако в Горьковской области направлена на доукомплектование и строительство оборонительных сооружений и только 08.12.1941 года дивизия была переброшена к Подольску. С 04.01.1942 года переброшена к городу Осташков, и поскольку не успела полностью выйти в назначенный ей район, составила резерв командующего армией. В бой вступила 09.01.1942 года одним полком, прикрывая наступление 249-й стрелковой дивизии.
С началом Велижской операции двигалась во втором эшелоне наступающей группировки. На начало операции дислоцировалась в районе Рамонова, продвигалась с боями довольно замысловатым маршрутом через озеро Вселуг на Озерцы и Пушкино, а затем вышла на рубеж южнее Андреаполя, где попала под удар 81-й пехотной дивизии, вела бои в окружении. Затем вышла на рубеж Козино.
28.01.1942 года ведёт наступление в общем направлении на Велиж, вела бои в районе села Кресты, освобождённого 29.01.1942, к исходу дня части дивизии находились в районе деревень Починок, Поймище, Сертея. Одним из батальоном дивизия двинулась в сторону города Рудня, к 02.02.1942 года вышла на рубеж Понизовье, Титовщина, затем перерезала дорогу Рудня — Демидов и вышла на ближние подступы к Демидову, полуокружив город. Находилась там до 10.02.1942 года, когда была отведена, заняла оборонительный рубеж и до июля 1942 года отбивала атаки противника, затем отведена в резерв.
В конце сентября 1942 года вновь наступала на Демидов, в январе 1943 года пыталась взять Велиж. В марте 1943 года дивизия была переброшена под Усвяты.
В июне 1943 года противник атаковал Велиж, в течение двух суток дивизия ведёт бои на окраине Велижа.
20.09.1943 года участвовала в освобождении Велижа, части дивизии вошли в город первыми.
С 06.10.1943 года участвует в Невель-Городокской операции, 28.10.1943 года участвовала в освобождении Суража, по её окончании держала оборону северо-западнее Витебска, выведена в резерв.
Летом 1944 года направлена на Карельский перешеек для участия в Выборгской операции, принимает участие в ней с 10.06.1944 года, форсирует реку Сестра, участвует в непосредственном взятии Выборга. По окончании операции, в сентябре 1944 года выведена в резерв, направлена на южное побережье Финского залива
Перед началом Восточно-Прусской операции находилась в первом эшелоне корпуса. Получила задачу главными силами прорвать оборону противника на участке 1 км южнее Пилькаллен, уничтожить противостоящего противника и овладеть рубежом Жамайткемен Ляшен. Одновременно дивизия одним батальоном прочно удерживала рубеж озеро 1 км северо-западнее Петерайчен. С выполнением ближайшей задачи дивизии предстояло всеми силами развивать наступление в направлении Хенскишкен, с хода овладеть второй полосой обороны противника и обеспечить ввод в бой второго эшелона корпуса — 221-й стрелковой дивизии с рубежа Гросс Туллен, Хенскишкен. К исходу дня дивизия должна была овладеть рубежом Септинлепен, Лаугаллен.
Для выполнения этой задачи дивизия усиливалась 517-м танковым полком и 1197-м самоходно-артиллерийским полком и 42-м миномётным полком реактивной артиллерии.
13.01.1945 года после артиллерийской подготовки, продолжавшейся два часа, подразделения 1189-го и 1191-го стрелковых полков дивизии при поддержке танков перешли в атаку и стремительным броском овладели первой траншеей противника на участке северо-восточная опушка леса Штадтвальд, Шаарен. При дальнейшем продвижении вперёд части дивизии встретили перед второй траншеей организованное сопротивление противника. К исходу дня части дивизии овладели рубежом Пилькаллен, западная окраина Карчарнингкен.
14.01.1945 года части дивизии, встретив упорное сопротивление противника из района Ляшен, продвижения не имели.
15.01.1945 выведена во второй эшелон корпуса, сосредоточилась в районе восточнее Карчарнингкена. вышла в район северо-восточнее Клайн Хенскишкен и на рубеже роща западнее к. Гросс Туллен, Клайн Хенскишкен сменила части 124-й стрелковой дивизии
К утру 16.01.1945 года вышла в район северо-восточнее Клайн Хенскишкен и на рубеже роща западнее Гросс Туллен, Клайн Хенскишкен сменила части 124-й стрелковой дивизии, перешла в наступление, но успеха не имела.
17.01.1945 в ночном бою овладела Гросс Туллен.
На заключительном этапе боевых действий наступала северо-западнее Кёнигсберга, отсекая Земландскую группировку немецких войск, закончила боевые действия на побережье Балтийского моря 01.05.1945 года выведена в резерв Ставки ВГК. В ходе боевых действий в Прибалтике взяла более 60 населённых пунктов.
В мае 1945 года переброшена в Монголию, в район города Тамуак-Булак, откуда приняла участие в Хингано-Мукденской операции, наступая на одном из самых тяжёлых направлений — Халунь-Аршанском. Участвовала в освобождении китайского города Солунь.
Закончила боевой путь в Порт-Артуре.

## Награды дивизии
- 22 июня 1944 года — Почетное наименование «Ленинградская» — присвоено приказом Верховного Главнокомандующего № 0172 от 22 июня 1944 года за отличие в боях при прорыве сильно укрепленной, развитой в глубину, долговременной обороны финнов и овладение городами Яппиля и Териоки 11 июня 1944 года.
- 22 июня 1944 года —  Орден Красного Знамени — награждена указом Президиума Верховного Совета СССР от 22 июня 1944 года за образцовое выполнение заданий командования в боях с немецко-финскими захватчиками при прорыве сильно укрепленной долговременной обороны противника на Карельском перешейке севернее города Ленинграда и проявленные при этом доблесть и мужество.[1]
- 19 февраля 1945 года —  Орден Суворова II степени — награждена указом Президиума Верховного Совета СССР от 19 февраля 1945 года за образцовое выполнение заданий командования в боях с немецкими захватчиками, за прорыв обороны немцев в Восточной Пруссии и проявленные при этом доблесть и мужество.[2]
- 14 сентября 1945 года — Почетное наименование «Хинганская» — присвоено приказом Верховного Главнокомандующего № 0159 от 14 сентября 1945 года за отличие при форсировании горного хребта Большой Хинган.

Награды частей дивизии:
- 1187-й стрелковый Выборгский полк
- 1189-й стрелковый Выборгский полк
- 1191-й стрелковый Выборгский Краснознаменный[3] полк
- 919-й артиллерийский Краснознамённый[3] полк

## Полное название
358-я стрелковая Ленинградско-Хинганская Краснознамённая ордена Суворова дивизия

## Состав
- 1187-й стрелковый полк
- 1189-й стрелковый полк
- 1191-й стрелковый полк
- 919-й артиллерийский полк
- 510-й отдельный самоходно-артиллерийский дивизион
- 643-й зенитный артиллерийский дивизион
- 285-й отдельный истребительно-противотанковый дивизион
- 418-я отдельная разведывательная рота
- 484-й отдельный сапёрный батальон
- 807-й отдельный батальон связи
- 441-й отдекльный медико-санитарный батальон
- 434-я отдельная рота химической защиты
- 471-я автотранспортная рота
- 210-я полевая хлебопекарня
- 780-й дивизионный ветеринарный лазарет
- 340-я полевая почтовая станция
- 786-я полевая касса Государственного банка

## Укомплектованность
- на начало 1945 года: 6966 человек, 225 ручной пулемёт, 75 станковых пулемётов, 17 зенитных пулемётов, 18 120-мм миномётов, 54 82-мм миномёта, 19 122-мм гаубиц, 3? 76-миллиметровых пушек, 12 76-миллиметровых противотанковых пушек ЗИС-3, 36 45-мм противотанковых пушек, 146 автомобиля.

## Подчинение
| Дата            | Фронт (округ)                        | Армия             | Корпус (группа)        | Примечания                                                      |
| --------------- | ------------------------------------ | ----------------- | ---------------------- | --------------------------------------------------------------- |
| 01.09.1941 года | Приволжский военный округ            | -                 | -                      | -                                                               |
| 01.10.1941 года | Приволжский военный округ            | -                 | -                      | -                                                               |
| 01.11.1941 года | Приволжский военный округ            | -                 | -                      | -                                                               |
| 01.12.1941 года | Ставка Верховного Главнокомандования | 60-я армия        | -                      | с 05.12.1941 года — в составе МЗО                               |
| 01.01.1942 года | Северо-Западный фронт                | 4-я ударная армия | -                      | -                                                               |
| 01.02.1942 года | Калининский фронт                    | 4-я ударная армия | -                      | -                                                               |
| 01.03.1942 года | Калининский фронт                    | 4-я ударная армия | -                      | -                                                               |
| 01.04.1942 года | Калининский фронт                    | 4-я ударная армия | -                      | -                                                               |
| 01.05.1942 года | Калининский фронт                    | 4-я ударная армия | -                      | -                                                               |
| 01.06.1942 года | Калининский фронт                    | 4-я ударная армия | -                      | -                                                               |
| 01.07.1942 года | Калининский фронт                    | 4-я ударная армия | -                      | -                                                               |
| 01.08.1942 года | Калининский фронт                    | 4-я ударная армия | -                      | -                                                               |
| 01.09.1942 года | Калининский фронт                    | 4-я ударная армия | -                      | -                                                               |
| 01.10.1942 года | Калининский фронт                    | 4-я ударная армия | -                      | -                                                               |
| 01.11.1942 года | Калининский фронт                    | 4-я ударная армия | -                      | -                                                               |
| 01.12.1942 года | Калининский фронт                    | 4-я ударная армия | -                      | -                                                               |
| 01.01.1943 года | Калининский фронт                    | 4-я ударная армия | -                      | -                                                               |
| 01.02.1943 года | Калининский фронт                    | 4-я ударная армия | -                      | -                                                               |
| 01.03.1943 года | Калининский фронт                    | 4-я ударная армия | -                      | -                                                               |
| 01.04.1943 года | Калининский фронт                    | 4-я ударная армия | -                      | -                                                               |
| 01.05.1943 года | Калининский фронт                    | 4-я ударная армия | -                      | -                                                               |
| 01.06.1943 года | Калининский фронт                    | 4-я ударная армия | -                      | -                                                               |
| 01.07.1943 года | Калининский фронт                    | 4-я ударная армия | -                      | -                                                               |
| 01.08.1943 года | Калининский фронт                    | 4-я ударная армия | -                      | -                                                               |
| 01.09.1943 года | Калининский фронт                    | 4-я ударная армия | 92-й стрелковый корпус | -                                                               |
| 01.10.1943 года | Калининский фронт                    | 4-я ударная армия | 92-й стрелковый корпус | -                                                               |
| 01.11.1943 года | 1-й Прибалтийский фронт              | 43-я армия        | 92-й стрелковый корпус | -                                                               |
| 01.12.1943 года | 1-й Прибалтийский фронт              | 43-я армия        | 92-й стрелковый корпус | -                                                               |
| 01.01.1944 года | 1-й Прибалтийский фронт              | 43-я армия        | 92-й стрелковый корпус | -                                                               |
| 01.02.1944 года | 1-й Прибалтийский фронт              | 4-я ударная армия | 91-й стрелковый корпус |                                                                 |
| 01.03.1944 года | 1-й Прибалтийский фронт              | 4-я ударная армия | 83-й стрелковый корпус |                                                                 |
| 01.04.1944 года | Резерв Ставки ВГК                    | 21-я армия        | 97-й стрелковый корпус | -                                                               |
| 01.05.1944 года | Ленинградский фронт                  | 21-я армия        | 97-й стрелковый корпус |                                                                 |
| 01.06.1944 года | Ленинградский фронт                  | 21-я армия        | 97-й стрелковый корпус | -                                                               |
| 01.07.1944 года | Ленинградский фронт                  | 21-я армия        | 97-й стрелковый корпус | -                                                               |
| 01.08.1944 года | Ленинградский фронт                  | 21-я армия        | 97-й стрелковый корпус | -                                                               |
| 01.09.1944 года | Ленинградский фронт                  | 21-я армия        | 97-й стрелковый корпус | -                                                               |
| 01.10.1944 года | Резерв Ставки ВГК                    | 21-я армия        | 94-й стрелковый корпус | -                                                               |
| 01.11.1944 года | Резерв Ставки ВГК                    | 21-я армия        | 94-й стрелковый корпус | с 16.11.1944 по 01.12.1944 в составе 3-го Белорусского фронта   |
| 01.12.1944 года | Резерв Ставки ВГК                    | 21-я армия        | 94-й стрелковый корпус | -                                                               |
| 01.01.1945 года | 3-й Белорусский фронт                | 39-я армия        | 94-й стрелковый корпус | -                                                               |
| 01.02.1945 года | 3-й Белорусский фронт                | 39-я армия        | 94-й стрелковый корпус | с 06.02.1945 по 25.02.1945 в составе 1-го Прибалтийского фронта |
| 01.03.1945 года | 3-й Белорусский фронт                | 39-я армия        | 94-й стрелковый корпус | -                                                               |
| 01.04.1945 года | 3-й Белорусский фронт                | 39-я армия        | 94-й стрелковый корпус | -                                                               |
| 01.05.1945 года | Резерв Ставки ВГК                    | 39-я армия        | 94-й стрелковый корпус | -                                                               |
| 01.06.1945 года | Резерв Ставки ВГК                    | 39-я армия        | 94-й стрелковый корпус | -                                                               |
| 01.07.1945 года | Забайкальский фронт                  | 39-я армия        | 94-й стрелковый корпус | -                                                               |
| 01.08.1945 года | Забайкальский фронт                  | 39-я армия        | 94-й стрелковый корпус | -                                                               |
| 09.08.1945 года | Забайкальский фронт                  | 39-я армия        | 94-й стрелковый корпус | -                                                               |
| 03.09.1945 года | Забайкальский фронт                  | 39-я армия        | 94-й стрелковый корпус | -                                                               |

## Командование

### Командиры
- Усачёв, Захарий Никитович (09.09.1941 — 08.06.1942), полковник, с 21.05.1942 генерал-майор;
- Врублевский, Семён Александрович (09.06.1942 — 09.02.1943), подполковник;
- Лубягин, Никифор Егорович (10.02.1943 — 30.08.1943), полковник;
- Врублевский, Семён Александрович (31.08.1943 — 17.06.1944), полковник;
- Зарецкий, Павел Филиппович (21.06.1944 — 23.02.1945), полковник;
- Клец, Александр Емельянович (24.02.1945 — 02.04.1945), полковник;
- Зарецкий Павел Филиппович (03.04.1945 — 03.09.1945), полковник, с 05.05.1945 генерал-майор.

### Заместители командира
- Ширяев Андрей Александрович (октябрь 1942 — январь 1943), полковник
- Полевой, Фёдор Харитонович (октябрь 1945 — сентябрь 1946), полковник

### Начальники штаба
- Ширяев Андрей Александрович (21.12.1941-октябрь 1942) полковник

## Награды и наименования
| Награда (наименование)                | Дата                                                                | За что получена |
| ------------------------------------- | ------------------------------------------------------------------- | --- |
| Почётное наименование «Ленинградская» | 21.06.1944                                                          | За участие в Выборгской операции |
| Орден Красного Знамени                | Указ Президиума Верховного Совета СССР от 22 июня 1944 года         | За образцовое выполнение заданий командования в боях с немецко-финскими захватчиками при прорыве сильно укреплённой долговременной обороны противника на Карельском перешейке севернее города Ленинграда и проявленные при этом доблесть и мужество. |
| Орден Суворова II степени             | Указ Президиума Верховного Совета СССР от 19 февраля 1945 года      | За образцовое выполнение заданий командования в боях с немецкими захватчиками, за прорыв обороны немцев в Восточной Пруссии и проявленные при этом доблесть и мужество.                                                                              |
| Почётное наименование «Хинганская»    | Приказ Верховного Главнокомандующего СССР № 0162 от 20.09.1945 года | За участие в преодолении Большого Хингана |

## Отличившиеся воины дивизии
| Награда | Ф. И. О.                     | Должность                                                         | Звание                          | Дата награждения      | Примечания                              |
| ------- | ---------------------------- | ----------------------------------------------------------------- | ------------------------------- | --------------------- | --------------------------------------- |
|         | Зарецкий, Павел Филиппович   | Командир дивизии                                                  | полковник                       | 19.04.1945            |                                         |
|         | Исаев, Николай Васильевич    | Разведчик 1187-го стрелкового полка                               | сержант гвардии старший сержант | 23.03.1944 24.03.1945 | в составе дивизии 3 и 1 степени ордена. |
|         | Козак, Степан Лаврентьевич   | заместитель по строевой части командира 1191-го стрелкового полка | майор                           | 29.06.1945            | посмертно                               |
|         | Чумаков, Григорий Тимофеевич | Командир роты 1187-го стрелкового полка                           | старший лейтенант               | 21.07.1944            |                                         |